# Eucalyptus curtisii
Espèce
Classification phylogénétique
Eucalyptus curtisii est une espèce de plantes à fleurs de la famille des Myrtaceae. C'est un petit arbre originaire du Queensland en Australie. Il s'agit d'un eucalyptus de type mallee qui atteint 2 à 7 mètres de hauteur et a une écorce lisse, grise qui se détache en longues bandes. Les feuilles adultes font de 6 à 13 cm de long et 10 à 25 mm de large. Il a de grandes quantités de fleurs blanc crème qui apparaissent à la fin du printemps.
Sa répartition naturelle se trouve limitée à une zone dans l'angle sud-est du Queensland.
Le qualificatif doit son nom à Curtis Densil qui a découvert l'arbre en prélevant des échantillons botaniques en 1923.
Il a été adopté comme emblème floral par le Conseil municipal d'Ipswich en 1996.